# Charles de Lameth
Charles Malo François de Lameth, född 5 oktober 1757, död 28 december 1832, var en fransk greve och revolutionspolitiker. Han var bror till Alexandre de Lameth.
Lameth var ursprungligen militär och deltog i Nordamerikanska frihetskriget. Han valdes 1789 till adelsdeputerad och anslöt sig i nationalförsamlingen till vänstern. Nära lierad med brodern, emigrerade Lameth 1792 och hemvände under konsulatet. Han efterträdde 1829 sin bror Alexandre som mot Karl X oppositionell deputerad.